# 艾因萊希亞赫區
艾因萊希亞赫區（阿拉伯语：‎），是阿爾及利亞的行政區，位於該國北部，由艾因迪夫拉省負責管轄，首府設於艾因萊希亞赫，面積378平方公里，2008年人口44,865，人口密度每平方公里119人。